# Kristy, Are You Doing Okay?
Kristy, Are You Doing Okay? est une chanson du groupe de musique The Offspring. La chanson parle d'une fille que Dexter Holland, chanteur et auteur-compositeur-interprète au sein du groupe, connaissait quand il était jeune, et qui se faisait molester et violer.